# 桑库埃利姆
桑库埃利姆（Sanquelim），是印度果阿邦North Goa县的一个城镇。总人口11191（2001年）。

## 人口
该地2001年总人口11191人，其中男性5781人，女性5410人；0—6岁人口1251人，其中男668人，女583人；识字率77.03%，其中男性为82.22%，女性为71.48%。